# Etienne van Huyssteen
Etienne van Huyssteen (ur. 11 lutego 1986) – południowoafrykański zapaśnik walczący w obu stylach. Zajął osiemnaste miejsce na mistrzostwach świata w 2010. Siódmy na igrzyskach Wspólnoty Narodów w 2010. Zdobył pięć medali na mistrzostwach Afryki w latach 2006 - 2011.